# Kenshin Yoshimaru
Kenshin Yoshimaru (吉丸 絢梓 Yoshimaru Kenshin?), född 27 mars 1996 i Miyazaki prefektur, är en japansk fotbollsspelare.
Yoshimaru började sin karriär 2014 i Vissel Kobe. 2016 blev han utlånad till Oita Trinita. 2018 blev han utlånad till Tokushima Vortis.